# 南川站
南川站（：／ Namcheon yeok */?）是釜山地鐵2號線沿線的一座地下車站，位於大韓民國釜山廣域市水营区南川洞，韓語副站名為「KBS·水營區廳」（KBS·수영구청）。

## 車站結構
站體為2面2線側式月台的地下車站，候車月台設有月台幕門，可通過候車室轉乘對向列車。

### 月台配置
| 金蓮山 ↑            |
| \| 上               |
| ↓ 慶星大學·釜慶大學 |

| 月台 | 路線               | 目的地                     |
| ---- | ------------------ | -------------------------- |
| 上行 | ●釜山都市铁道2号线 | 金蓮山、海雲臺、萇山方向   |
| 下行 | ●釜山都市铁道2号线 | 大淵、西面、沙上、梁山方向 |

## 歷史
- 2001年8月8日：落成啟用。

## 車站周邊
- 水營區廳
- 水營區圖書館
- KBS釜山放送總局
- 天主教釜山教區南川聖堂
- 釜山市長官邸
- 水營稅務署
- 南釜山登記所
- 南川海邊市場
- 南川初等學校
- MEGA MART（朝鲜语：메가마트）南川店
- 荒嶺隧道

## 相鄰車站
釜山交通公社
●釜山都市铁道2号线
金蓮山（210）－南川（211）－慶星大學·釜慶大學（212）